# Mühlenbach - Wedehorner Holz
Koordinaten: 52° 48′ 26″ N, 8° 43′ 36″ O
Das Landschaftsschutzgebiet Mühlenbach - Wedehorner Holz liegt auf dem Gebiet der Stadt Bassum im niedersächsischen Landkreis Diepholz.
Das etwa 671 ha große Gebiet wurde im Jahr 1969 unter der Nr. LSG DH 00039 unter Schutz gestellt. Es erstreckt sich zwischen dem nördlich gelegenen Bassumer Ortsteil Nienhaus und Neuenkirchen im Südosten. Unweit nördlich des Gebietes verläuft die B 51 und östlich die B 61.